# Olympische Geschichte Neufundlands
| Gelbes Symbol für Goldmedaillen mit stilisierten Olympischen Ringen | Graues Symbol für Silbermedaillen mit stilisierten Olympischen Ringen | Braundes Symbol für Bronzemedaillen mit stilisierten Olympischen Ringen |
| ------------------------------------------------------------------- | --------------------------------------------------------------------- | ----------------------------------------------------------------------- |
| —                                                                   | —                                                                     | —                                                                       |

Neufundland nahm nur ein Mal an Olympischen Spielen teil. Jedoch herrschen Kontroversen, ob der einzige Athlet, der in St. Louis teilnahm, als Neufundländer oder als US-Amerikaner anzusehen ist. Robert Fowler wurde 1882 in Neufundland geboren, seine Familie emigrierte 1889 nach Boston. Dort ging Fowler zur Schule und besuchte das College. Als Marathonläufer startete er mehrfach beim Boston-Marathon. US-Bürger wurde er jedoch erst am 16. September 1907, so dass er Sporthistorikern zufolge nicht als Starter für die USA aufzuführen ist.

## Übersicht der Teilnehmer

### Sommerspiele
| Jahr           | Flaggenträger | Teilnehmer | Männer | Frauen | Sportarten | Goldmedaillen | Silbermedaillen | Bronzemedaillen | Gesamt |
| -------------- | ------------- | ---------- | ------ | ------ | ---------- | ------------- | --------------- | --------------- | ------ |
| 1904 St. Louis |               | 1          | 1      | 0      | 1          |               |                 |                 |        |

### Winterspiele
Keine Teilnahmen an Olympischen Winterspielen.

## Medaillengewinner
Keine Medaillengewinner.